# 雀鬼 (オリジナルビデオ)
雀鬼（じゃんき）とは、桜井章一の実体験を元にした清水健太郎主演のオリジナルビデオ作品である（『雀鬼・外伝』の主演は加納竜）。また、『雀鬼』（1993年3月5日-1995年2月24日リリース）および『雀鬼・外伝』（1996年9月6日リリース）、『真・雀鬼』（1998年11月27日-2004年5月21日リリース）を総称して「雀鬼」と呼ぶ事がある。麻雀を題材とした他の作品に比べ闘牌シーンが多く、（闘牌中の）演技指導も雀鬼会メンバーや現役麻雀プロが参加するなどクオリティーの高さが話題となった作品である。

## 雀鬼 シリーズ
全5作 桜井章一：主演・清水健太郎／監督：小沼勝

### 『雀鬼 裏麻雀勝負!20年間無敗の男』
（1993年3月5日）
- 雀荘「天和」マスター・長沢 - 穂積隆信
- ギリ師の松田 - 安岡力也
- 銀座の帝王・倉田 - 原田大二郎

### 『雀鬼2 白刃を背に』
（1993年10月22日）
- 代打ち・立花 - 中西良太
- 暴力団員・高木 - 樋浦勉
- 桜井が勤める会社の社長・花山 - 浜田晃
- 八王子の雀クマ・村田 - 長門裕之

### 『雀鬼3 治外法権麻雀』
（1994年2月25日）
- 「治外法権麻雀」対局者・西郷 - 吉田勇（雀鬼会）
- 「治外法権麻雀」対局者・高倉 - 伊藤優孝（雀鬼会）
- 鈴銀グループ会長・鈴木銀次郎 - 宍戸錠

### 『雀鬼4 麻雀代理戦争』
（1994年10月21日）
- 南雲成人 - 加納竜
- 軽井沢のボンボン・光一 - つまみ枝豆
- サラリーマンプロ雀士 - 見栄晴
- 謎の男・佐田 - 桜井章一

### 『雀鬼5[完結編] ひとりだけの引退試合』
（1995年2月24日）
- 南雲成人 - 加納竜
- 阿藤 - 安部譲二
- 神山 - 土田浩翔（雀鬼会）
- 伝説の売人・毛利 - 坂上二郎

## 雀鬼・外伝
全1作 桜井章一：主演・加納竜／監督：小沼勝
- 『雀鬼・外伝 東海道麻雀無宿』（1996年9月6日）

## 真・雀鬼 シリーズ
全19作 桜井章一：主演・清水健太郎／監督：小沼勝（1～2)・監督：片岡修二（3～19）

### レギュラーキャスト
- 桜井章一 － 清水健太郎
- 松岡大悟 ( 8・9除く) － 中倉健太郎
- 徳山子分(1)、鮫島宏昌(2・3)、村本芳夫 ジェントルメンマスター(4以降)	－ 高橋和興

### 『真・雀鬼 神出鬼没』
1998年11月27日発売
- 赤司正威　大蔵省主計局次長	 － 	萩原流行
- 下条仁三郎　民友党代議士	 － 	樋浦勉
- 徳山浩哲　金融・仲介斡旋業	 － 	金子研三
- 雀荘天和客	 － 	中野英雄(特別出演)
- 立川志らく (特別出演)
- 高級麻雀クラブ客	 － 	桜井章一 (特別出演)
- ナレーション	 － 	広瀬昌助

### 『真・雀鬼2 麻雀無法地帯』
1999年8月27日発売
- 西村弘光　黒沼グループニ代目	 － 	倉田てつを
- 黒沼グループ会長	 － 	成瀬正孝
- 鮫島手下	 － 	辰巳佳太
- 鮫島手下	 － 	小原正人
- 鮫島手下	 － 	栗本修次
- 鮫島手下	 － 	土平ドンペイ
- 武蔵拳
- 雀荘天和客	 － 	桜井章一 (特別出演)
- ナレーション	 － 	松山鷹志

### 『真・雀鬼3 東西麻雀決戦』
1999年11月26日発売
- 立花竜	 － 	そのまんま東
- 立花律子 (竜の妻)	 － 	由良宜子
- ミカミ　竜と律子の依頼主	 － 	下元史朗
- 西村弘光	 － 	倉田てつを
- 渡辺誠作 西村の師匠	 － 	岡崎二朗
- 勝負依頼人	 － 	奈良坂篤
- 勝俣　西の組織竹菱組親分	 － 	入川保則
- 雀荘客	 － 	マギー司郎 (友情出演)
- 雀荘客	 － 	帆足新一 (友情出演)
- 雀荘客	 － 	島田洋八 (友情出演)
- 決勝戦立会人	 － 	桜井章一(特別出演)
- ナレーション	 － 	松山鷹志

### 『真・雀鬼4 歌舞伎町・博徒通り』
2000年7月21日発売
- 鉄竜	 － 	松田優
- 安川　風和会鉄砲玉	 － 	金山一彦
- 桜井の麻雀仲間、風和会幹部	 － 	飯島大介
- 桜井の麻雀仲間	 － 	鶴岡修
- 桜井の麻雀仲間	 － 	山口剛
- ジェントルメン客・スリ	 － 	蛭子能収
- コンサルタント屋	 － 	螢雪次朗
- 金田興業二代目	 － 	やべきょうすけ
- トラ　殺し屋、二代目目付役	 － 	麿赤兒
- 通りすがりの知人	 － 	桜井章一(特別出演)

### 『真・雀鬼5 新宿麻雀決戦』
2000年11月24日発売
- 吉野泰三	 － 	松重豊
- 神岡	 － 	小沢和義
- 勇樹　ジェントルメン店員	 － 	曽根英樹
- ジェントルメン客	 － 	へびいちご
- ジェントルメン客、いかさま師	 － 	曽根晴美
- 依頼主	 － 	川地民夫
- ラーメン店客、ジェントルメン客	 － 	桜井章一(特別出演)
- ナレーション	 － 	松山鷹志

### 『真・雀鬼6 復讐への対局』
2001年2月16日発売
- 青田	 － 	原田大二郎
- 高畠	 － 	松山鷹志
- 矢島	 － 	中野英雄
- 渡辺	 － 	山田辰夫
- 細川	 － 	小原正人
- 万田　ジェントルメン店員	 － 	せんだみつお (友情出演)
- ホームレス	 － 	桜井章一(特別出演)

### 『真・雀鬼7 さらば友よ、引き裂かれた麻雀』
2001年5月18日発売
- 桜井章一(学生時代)	 － 	相澤一成
- 青田	 － 	原田大二郎
- 青田(学生時代)	 － 	藤原英志
- 毛尾	 － 	水島涼太
- 毛尾(学生時代)	 － 	永堀剛敏
- 板倉	 － 	渡辺航
- 権藤	 － 	下元史朗
- 高山の親分	 － 	桜井章一(特別出演)

### 『真・雀鬼8 確率五分の一の死闘』
2001年8月17日発売
- 金城	 － 	加勢大周
- 松岡大悟	 － 	大久保貴光
- － 	加山聖城
- 雀士	 － 	軍司眞人
- 特別室仕切役	 － 	奈良坂篤
- 牧田圭史
- 雀士	 － 	谷本一
- 桜井の友人	 － 	山本竜二
- 親分	 － 	千波丈太郎
- 磐田　金城の師匠	 － 	寺田農
- 常一郎 ホームレス	 － 	桜井章一(特別出演)

### 『真・雀鬼9 頂上決戦!裏プロvs表プロ』
2001年11月16日発売
- 上条和幸　新宿のストリートファイター	 － 	深水三章
- 相良雄司　聖杯戦優勝者	 － 	松田ケイジ
- 垂水喜博　聖杯戦準優勝者	 － 	前田耕陽
- 末次　東書房現代麻雀編集者	 － 	三橋貴志
- 伊沢　東書房現代麻雀編集長	 － 	伊藤洋三郎
- 松本　ジェントルメン客	 － 	松本じゅん
- ジェントルメン客	 － 	高土新太郎
- ジェントルメン客	 － 	下川原守忠
- ジェントルメン客	 － 	駒不動 (友情出演)
- ジェントルメン客	 － 	コアラ
- ジェントルメン客	 － 	三原じゅん子 (特別出演)
- 常一郎 ホームレス	 － 	桜井章一(特別出演)

### 『真・雀鬼10 雀鬼vs黒の雀鬼!悪夢の麻雀勝負』
2002年2月15日発売
- クロス連合幹部	 － 	中山弟吾朗
- 村瀬　クロス連合幹部	 － 	三上大和
- 笹山組組長	 － 	高杢禎彦
- 対局相手	 － 	島田洋八
- 志村組組長	 － 	室田日出男
- 金村会組長	 － 	桜井章一(特別出演)

### 『真・雀鬼11 奪われた死闘 片腕の代走屋』
2002年5月17日発売
- 中原誠也	 － 	眞島秀和
- 城島	 － 	清水綋治
- 裏プロ	 － 	櫻木健一
- 稲垣　手配師	 － 	山本竜二
- 手配師	 － 	坂田雅彦
- バーのマスター	 － 	桜井章一(特別出演)

### 『真・雀鬼12 卓上の反逆者たち』
2002年8月16日発売
- 紙崎	 － 	坂上忍
- 松川	 － 	大久保貴光
- 中原誠也	 － 	眞島秀和
- 今森組長	 － 	木村栄
- 松本建設依頼人	 － 	米山善吉
- 今森組幹部	 － 	森永健司
- ジェントルメン客	 － 	桜井章一(特別出演)

### 『真・雀鬼13 闇のプロフェッショナル』
2002年11月15日発売
- 金田　殺し屋	 － 	又野誠治
- 宗方　日宋金融社長	 － 	成瀬正孝
- 杉田　宗方の護衛	 － 	軍司眞人
- ジェントルメン客、雀クマ	 － 	小原正人
- 入江　京都支社	 － 	清水ヨシト
- 田所　共栄物産会長	 － 	戸沢佑介
- 三谷　運送会社社長	 － 	下元史朗
- 飲食店店主	 － 	佐戸井けん太
- マンション雀荘支配人	 － 	桜井章一(特別出演)

### 『真・雀鬼14 プロ雀士秘話!オーラスの向こう側』
2003年2月15日発売
- 牧野	 － 	長門裕之
- 矢部	 － 	片岡弘貴
- 金子　矢部の秘書	 － 	清水ヨシト
- 高槻組二代目親分	 － 	下元史朗
- ラーメン店店主、チャーハンの出前	 － 	桜井章一(特別出演)

### 『真・雀鬼15 雀神vs雀鬼!120時間の死闘』
2003年5月16日発売
- 川原実	 － 	佐伯俊
- 最上　裏プロの教団教祖	 － 	清水宏次朗
- 広瀬克則
- チョコ
- 川原の母	 － 	津山登志子
- 川原の父	 － 	望月太郎
- 教団脱会の元信者	 － 	桜井章一(特別出演)

### 『真・雀鬼16 プロ雀士哀歌!漢たちの絆』
2003年8月15日発売
- 小池国三　池さん	 － 	野村将希
- 飯塚圭介　小池の舎弟	 － 	川本淳市
- 百武組二代目	 － 	松山鷹志
- 百武組幹部	 － 	森永健司
- 川原実　ジェントルメン店員	 － 	佐伯俊
- 福永和也　桜井の友人	 － 	清水ヨシト
- 福永の父	 － 	石見榮英
- 牧野　ジェントルメン客	 － 	長門裕之
- ジェントルメン客	 － 	桜井章一(特別出演)

### 『真・雀鬼17 魂を受け継ぐ者』
2003年11月15日発売
- 飯塚圭介	 － 	川本淳市
- 百武組二代目	 － 	松山鷹志
- 百武組幹部	 － 	森永健司
- 中原誠也	 － 	眞島秀和
- ジェントルメン客　紅孔雀	 － 	山崎邦正
- ジェントルメン客　百万石	 － 	蛍原徹 (雨上がり決死隊)
- ジェントルメン客　南北戦争	 － 	大谷伸彦 (ダイノジ)
- 川原実　ジェントルメン店員	 － 	佐伯俊
- ジェントルメン客	牧野さん － 	長門裕之
- 高山組親分	 － 	桜井章一(特別出演)

### 『真・雀鬼18 死神と呼ばれた男』
2004年2月20日発売
- 岩上　“死神”	 － 	片桐竜次
- 岩上の義兄	 － 	下元史朗
- 大村波彦
- 中原誠也	 － 	眞島秀和
- 牧野　ジェントルメン客	 － 	長門裕之(特別出演)
- ママ ジェントルメン客 － 渡辺友子
- ジェントルメン客　“全国ペンキ屋連盟会長”	 － 	桜井章一(特別出演)

### 『真・雀鬼19 心に棲む闇 狂乱の闘牌』
2004年5月21日発売
- 山下幸二	 － 	西川弘志
- 親分	 － 	伊藤高
- ジェントルメン客 オカッパーズ	 － 	山崎邦正(特別出演)
- ジェントルメン客 オカッパーズ	 － 	蛍原徹(雨上がり決死隊)(特別出演)
- 大衆演劇役者	 － 	中村錦十喜
- 医者	 － 	桜井章一(特別出演)